# Zeta Cephei
Zeta Cephei (ζ Cep / ζ Cephei) é uma estrela na constelação de Cepheus.
ζ Cephei é uma estrela supergigante laranja tipo K com uma magnitude aparente de +3,39. Ela está a aproximadamente 726 anos-luz da Terra.